# Rubus lainzii
Rubus lainzii es una especie de planta del género Rubus, perteneciente a la familia Rosaceae.

## Taxonomía
Rubus lainzii fue descrita por H. E. Weber en 1990.

## Distribución
Se encuentra en el territorio de Portugal y España.